# Arquidiócesis de Botucatu
La arquidiócesis de Botucatu (en latín: Archidioecesis Botucatuen(sis) y en portugués: Arquidiocese de Botucatu) es una circunscripción eclesiástica latina de la Iglesia católica en Brasil, sede metropolitana de la provincia eclesiástica de Botucatu. La arquidiócesis tiene al arzobispo Maurício Grotto de Camargo como su ordinario desde el 19 de noviembre de 2008.

## Territorio y organización

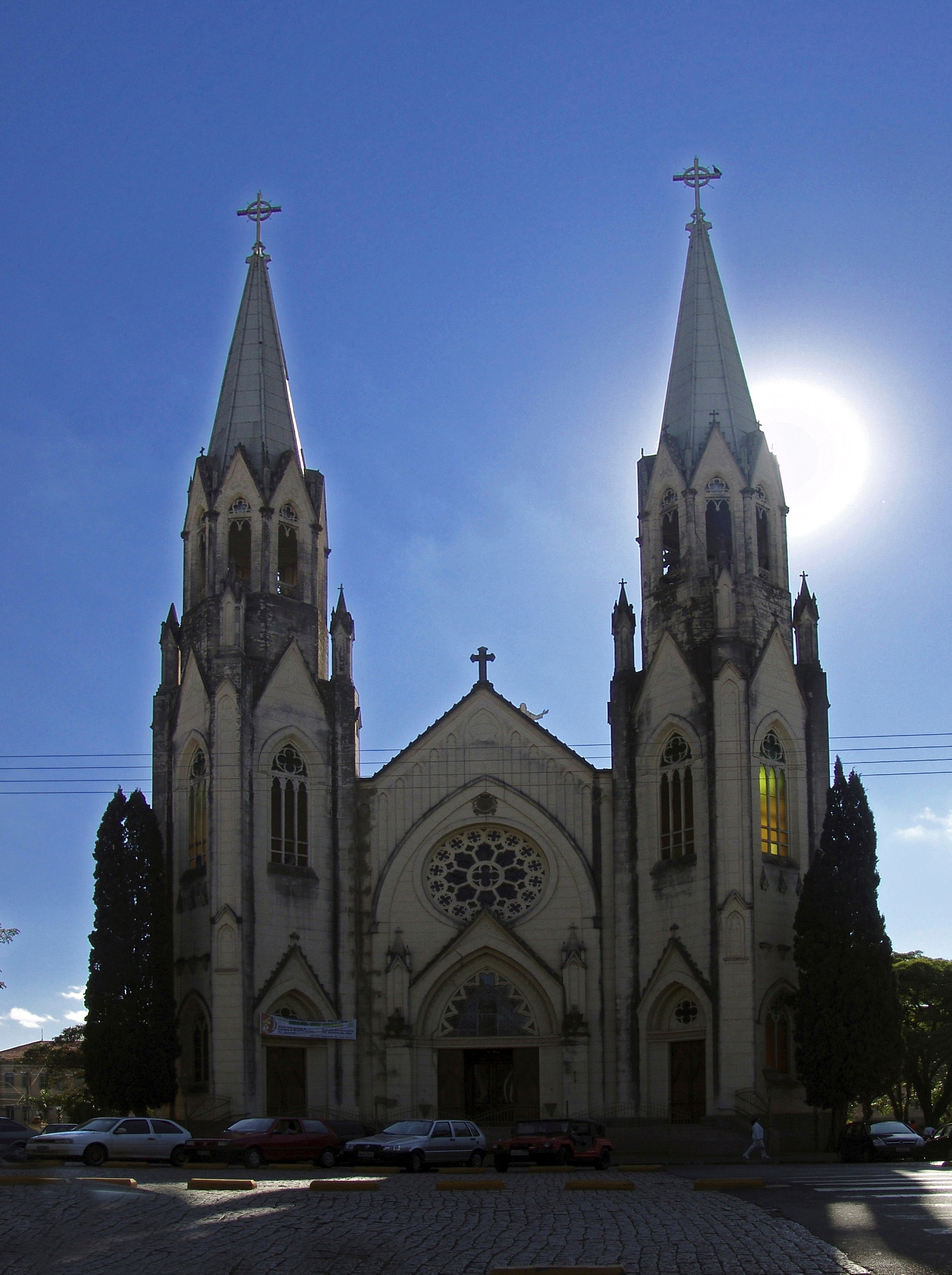
Catedral Basílica de Santa Ana.

La arquidiócesis tiene 10 348 km² y extiende su jurisdicción sobre los fieles católicos de rito latino residentes en 20 municipios del estado de São Paulo: Avaré, Águas de Santa Bárbara, Arandu, Areiópolis, Anhembi, Botucatu, Bofete, Borebi, Conchas, Cerqueira César, Iaras, Igaraçu do Tietê, Itatinga, Laranjal Paulista, Lençóis Paulista, Macatuba, Pardinho, Pereiras, Pratânia y São Manuel.
La sede de la arquidiócesis se encuentra en la ciudad de Botucatu, en donde se halla la Catedral basílica de Santa Ana.
En 2018 en la arquidiócesis existían 46 parroquias agrupadas en 4 regiones pastorales: Botucatu, Avaré, Laranjal Paulista y Lençóis Paulista.
La arquidiócesis tiene como sufragáneas a las diócesis de: Araçatuba, Assis, Bauru, Lins, Marília, Ourinhos y Presidente Prudente.

## Historia
La diócesis de Botucatu fue erigida el 7 de junio de 1908 con la bula Dioecesium nimiam amplitudinem del papa Pío X, obteniendo el territorio de la diócesis de San Pablo, que al mismo tiempo fue elevada al rango de arquidiócesis metropolitana. Originalmente, la diócesis de Botucatu era sufragánea de la misma arquidiócesis de San Pablo.
El 4 de julio de 1924 cedió partes de su territorio para la erección de las diócesis de Sorocaba (hoy arquidiócesis de Sorocaba) y de Santos mediante la bula Ubi praesules del papa Pío XI.
El 21 de junio de 1926 cedió una parte de su territorio para la erección de la diócesis de Cafelândia (hoy diócesis de Lins) mediante la bula Ea est in praesenti del papa Pío XI.
El 30 de noviembre de 1928 cedió otra parte de su territorio para la erección de la diócesis de Assis mediante la bula Sollicitudo universalis del papa Pío XI.
El episcopado de Carlos Duarte Costa estuvo particularmente convulso. El obispo defendió posiciones en abierto contraste con el magisterio de la Iglesia católica, por ejemplo permitió el divorcio bajo ciertas condiciones. En 1932 llegó a organizar un "batallón de obispos", una formación agresiva creada para apoyar las tesis políticas del obispo. En esa acción social dilapidó los bienes de la diócesis. La Santa Sede investigó la labor del obispo, que dimitió en 1937 obteniendo la sede titular de Maura. Luego el obispo se trasladó a Río de Janeiro, en donde predicó contra la doctrina de la infalibilidad papal y a favor del divorcio y matrimonio de los eclesiásticos. También denunció una supuesta alianza entre la Santa Sede y los regímenes totalitarios europeos. Fue excomulgado en 1945 por el papa Pío XII y luego fundó una Iglesia cismática: la Iglesia católica apostólica brasileña. Más tarde también fundó el Partido Socialista Cristiano.
El 19 de abril de 1958 fue elevada al rango de arquidiócesis metropolitana con la bula Sacrorum Antistitum del papa Pío XII.
El 15 de febrero de 1964 cedió una parte de su territorio para la erección de la diócesis de Bauru mediante la bula Christi Gregis del papa Pablo VI.
El 2 de marzo de 1968 cedió una parte de su territorio para la erección de la diócesis de Itapeva mediante la bula Quantum spei bonae del papa Pablo VI.
El 30 de diciembre de 1998 cedió otra parte de su territorio para la erección de la diócesis de Ourinhos mediante la bula Ad aptius consulendum del papa Juan Pablo II.

## Estadísticas
De acuerdo al Anuario Pontificio 2019 la arquidiócesis tenía a fines de 2018 un total de 484 890 fieles bautizados.
| Año                                                                             | Población            | Población | Población      | Sacerdotes | Sacerdotes    | Sacerdotes    | Bautizados por sacerdote | Diáconos permanentes | Religiosos | Religiosos | Parroquias |
| Año                                                                             | Bautizados católicos | Total     | % de católicos | Total      | Clero secular | Clero regular | Bautizados por sacerdote | Diáconos permanentes | Varones    | Mujeres    | Parroquias |
| ------------------------------------------------------------------------------- | -------------------- | --------- | -------------- | ---------- | ------------- | ------------- | ------------------------ | -------------------- | ---------- | ---------- | ---------- |
| 1950                                                                            | 392 500              | 450 000   | 87.2           | 79         | 33            | 46            | 4968                     |                      | 44         | 263        | 31         |
| 1959                                                                            | 550 000              | 600 000   | 91.7           | 106        | 39            | 67            | 5188                     |                      | 113        | 374        | 35         |
| 1966                                                                            | 400 000              | 440 000   | 90.9           | 81         | 40            | 41            | 4938                     |                      | 80         | 354        | 32         |
| 1970                                                                            | 420 000              | 450 000   | 93.3           | 58         | 28            | 30            | 7241                     |                      | 52         | 348        | 30         |
| 1976                                                                            | 370 000              | 410 000   | 90.2           | 52         | 23            | 29            | 7115                     |                      | 38         | 210        | 40         |
| 1980                                                                            | 410 000              | 455 000   | 90.1           | 59         | 26            | 33            | 6949                     |                      | 48         | 220        | 45         |
| 1990                                                                            | 570 000              | 700 000   | 81.4           | 66         | 39            | 27            | 8636                     | 1                    | 39         |            | 52         |
| 1999                                                                            | 626 000              | 750 000   | 83.5           | 75         | 41            | 34            | 8346                     | 6                    | 59         | 130        | 63         |
| 2000                                                                            | 551 500              | 650 000   | 84.8           | 62         | 34            | 28            | 8895                     | 6                    | 53         | 128        | 41         |
| 2001                                                                            | 423 000              | 498 581   | 84.8           | 51         | 41            | 10            | 8294                     | 5                    | 18         | 115        | 41         |
| 2002                                                                            | 369 000              | 435 307   | 84.8           | 53         | 43            | 10            | 6962                     | 5                    | 14         | 85         | 42         |
| 2003                                                                            | 369 000              | 435 307   | 84.8           | 52         | 35            | 17            | 7096                     | 5                    | 26         | 130        | 42         |
| 2004                                                                            | 369 000              | 435 308   | 84.8           | 51         | 36            | 15            | 7235                     | 7                    | 17         | 130        | 43         |
| 2006                                                                            | 419 000              | 494 000   | 84.8           | 54         | 39            | 15            | 7759                     | 13                   | 22         | 130        | 48         |
| 2012                                                                            | 461 000              | 544 000   | 84.7           | 57         | 40            | 17            | 8087                     | 12                   | 29         | 73         | 45         |
| 2015                                                                            | 473 000              | 557 000   | 84.9           | 60         | 42            | 18            | 7883                     | 15                   | 24         | 72         | 45         |
| 2018                                                                            | 484 890              | 570 995   | 84.9           | 64         | 46            | 18            | 7576                     | 15                   | 25         | 68         | 46         |
| Fuente: Catholic-Hierarchy, que a su vez toma los datos del Anuario Pontificio. |                      |           |                |            |               |               |                          |                      |            |            |            |

## Episcopologio

### Obispos de Botucatu
- Lúcio Antunes de Souza † (20 de octubre de 1908-19 de octubre de 1923 falleció)
- Carlos Duarte Costa † (4 de julio de 1924-22 de septiembre de 1937 renunció[11])
- Antonio Colturato, O.F.M. † (12 de abril de 1938-5 de mayo de 1946 falleció)
  - Sede vacante (1946-1948)
- Henrique Golland Trindade, O.F.M. † (15 de mayo de 1948-19 de abril de 1958 nombrado arzobispo)

### Arzobispos de Botucatu
- Henrique Golland Trindade, O.F.M. † (19 de abril de 1958-27 de marzo de 1968 renunció[12])
- Vicente Ângelo José Marchetti Zioni † (27 de marzo de 1968-30 de mayo de 1989 retirado)
- Antonio Maria Mucciolo † (30 de mayo de 1989-7 de junio de 2000 retirado)
- Aloysio José Leal Penna, S.I. † (7 de junio de 2000-19 de noviembre de 2008 retirado)
- Maurício Grotto de Camargo, desde el 19 de noviembre de 2008